# Ion Străchinaru
Ion Străchinaru (n. 17 martie 1922, Bohotin, România – d. 25 mai 2017) a fost un deputat român în legislatura 1992-1996, ales în județul Iași. A fost în același timp și un psihopedagog român, cercetător și profesor la Universitatea „Alexandru Ioan Cuza” din Iași.

## Biografie
Ion Străchinaru s-a născut la Bohotin, actualmente în județul Iași, la 17 martie 1922. A absolvit Școala Normală ”Vasile Lupu” din Iași, apoi și-a susținut exemenele pentru liceul teoretic, după care a urmat cursurile Facultății de Psihologie și Filosofie a Universității ”Alexandru Ioan Cuza” din Iași, trecând toate examenele în doi ani și luând licența în psihologie (1947). A participat la război ca locotenent (1943-1944) în ambele direcții ale frontului, fiind rănit în luptele din Tatra. Între 1950-1964 a funcționat ca psihopedagog la Serviciul clinic de neuropsihiatrie infantilă din cadrul Policlinicii de copii Iași. Din 1965 trece la catedra de pedagogie a universității ieșene, unde a devenit profesor în 1975.
Susține doctoratul în psihologie, sub coordonarea profesorului Vasile Pavelcu (1968), cu teza Cercetarea factorului psiho-pedagogic în etiologia tulburărilor de comportament la copil. Metode și procedee de reeducare. Lucrarea are la bază 30 de studii publicate și 15 comunicări științifice prezentate la diferite manifestări științifice naționale și internaționale. 
Interesele sale științifice se situează la confluența dintre psihologie, pedagogie, logopedie, neuropsihiatrie, consiliere.În centrul atenției sale au stat teme de psihopedagogie specială, ca tulburările limbajului scris, educația copiilor cu dizabilități, formarea conduitei morale și devierile de conduită la copii, pedagogia reeducării, rolul psihopedagogului școlar. S-a aplecat, însă, și asupra altor subiecte, cum sunt: greșelile didactice ale profesorilor și efectele lor asupra copiilor sau didactogenia, pedagogia familială, teoria învățământului, metode de predare în învățământ și forme de organizare a procesului de învățământ, pedagogia pentru învățământul superior tehnic, orizonturile multiple ale personalității. A promovat cu fervoare originalitatea lui Ștefan Odobleja și prioritatea românească în domeniul ciberneticii, înainte lui Norbert Wiener, recunoscut oficial ca fondator al acesteia.
Dar contribuțiile sale majore sunt conținute de lucrarea Devierile de conduită la copii, care cuprinde o cercetare fundamentală de psihopedagogie privind copilul de vârstă școlară mijlocie. Lucrarea a fost bine primită și în străinătate[4].În ansamblu, volumul contribuie cu date teoretice și indicații practice la cunoașterea, prevenirea, și corectarea manifestărilor caracteriale ivite în rândul unor categorii de tineri. O substanțială prezentare a cărții realizată de Léon Michaux se încheia cu aprecierea: ”Reunind o expunere teoretică clară și completă cu sugestii practice, cartea face o deosebită onoare autorului și pedo-psihiatriei românești.”[4]. Lucrarea Devierile de conduită la copii a fost prezentată de către unele institute de cercetare pedagogică din Canada, S.U.A. și Franța.    
În paralel cu elaborarea și publicarea mai multor volume, a unui număr de 135 de studii în culegeri și reviste românești[3] și din străinătate[4], mai publică de-a lungul timpului evocări medalioane, cronici eseuri, comunicări, studii de filosofie și teorie a culturii în presa din țară și de peste hotare. După 1989 inițiază reapariția revistei de teoria culturii ”Ethos”, în care publică trei studii (1990, 1991 și 1995) și activează în diferite asociații profesionale[2].

## Apartenența la asociații profesionale
Ion Străchinaru a funcționat ca Președinte al Comisiei de învățământ special din Ministerul învățământului (1991), membru al Fundației Academice Petre Andrei (1991), vicepreședinte al Fundației Internaționale Ștefan Lupașcu și vicepreședintele Academiei de Cibernetică Generală ”Ștefan Odobleja” (1989). A fost redactor la revista Ethos.

## Lucrări (Selecție)
1965. Importanța și locul pedagogiei reeducării în carul sistemului științelor pedagogice, Analele Științifice ale Universității ”Al. I. Cuza”, Iași, tom XI, pp. 87-99.
1967. Incidența disgrafiilor cu unele modificări neuropsihice la copiii de vârstă școlară, în vol. Tulburările limbajului scris(autori C. Păunescu, C. Calavrezzo, N. Toncescu, I. Străchinaru, M. Negru, E. Verza, N. Alexandrescu, M. Vlad), București, Editura Didactică și Pedagogică, pp. 156-190.
1968. Neadaptarea școlară a copilului cu tulburări de vorbire, București, Institutul de Științe pedagogice, 110p, Uz intern.
1969. Devierile de conduită la copii,  București, Editura Didactică și Pedagogică, 326p.
1969. Dicționar de pedagogie contemporană (coautor), București, Editura Enciclopedică Română, 278p.
1970. Curs de pedagogie generală, vol. II. Teoria învățământului, Universitatea ”Al. I. Cuza” Iași, curs litografiat.
1976. Le développement moteur et le developpement sensoriel chez les enfants, Analele Științifice ale Universității ”Al. I. Cuza” Iași, pp. 103-107.
1994. Psihopedagogie specială, Iași, Editura Trinitas, 206p.
1995. Teoria învățământului, Iași, Editura Graphix.
(1996, în coautorat). Asistența psihopedagogică a copiilor cu deficiențe neuropsihice grave. Umanizarea și integrarea lor
1999. Orizonturi ale personalității, Iași, Editura Ștefan Lupașcu.

## Studii în reviste străine
- ”K voprosî rasprostranemnosti I evoluția recevâh nerușenii u detei”, Вопросы псинологии (Voprosî psihologhii), Moscova, 1960, nr. 1, pp. 371-375);
- ”Sulla capacita rappresentativa grafica del Fanciullo di 5-8 anni”, Scuola de Base, (Roma), 1970, nr. 6, pp. 63-77;
- ”Creatività e linguaggio nella prospettiva pedagogica”, I problemi della pedagogia, Roma, 1974, nr. 2-3, pp. 2-13;
- ”L`application de la psychothérapie aux enfants avec des déviations de conduite”, I problemi della pedagogia, Roma, 1971, nr. 2.
- K voprosu ob efectivnosti psihopedagoghiceskih vozdeistvii na detei-oligofrenov pri lecenii glotaminovoi kislotî i kofeinom, Журнал невропатологии и психиатрии (Jurnal nevropatologhii i psihiatrii),  Moscova, 1963, pp. 1089-1094
- Ion Străchinaru a mai publicat înL`Éducation și Révue de Systemique (Paris), Internationale Zeitschrift für Erziehungswissenschaft, Unesco-Institut für Pädagogik (Hamburg).